# Kyocera

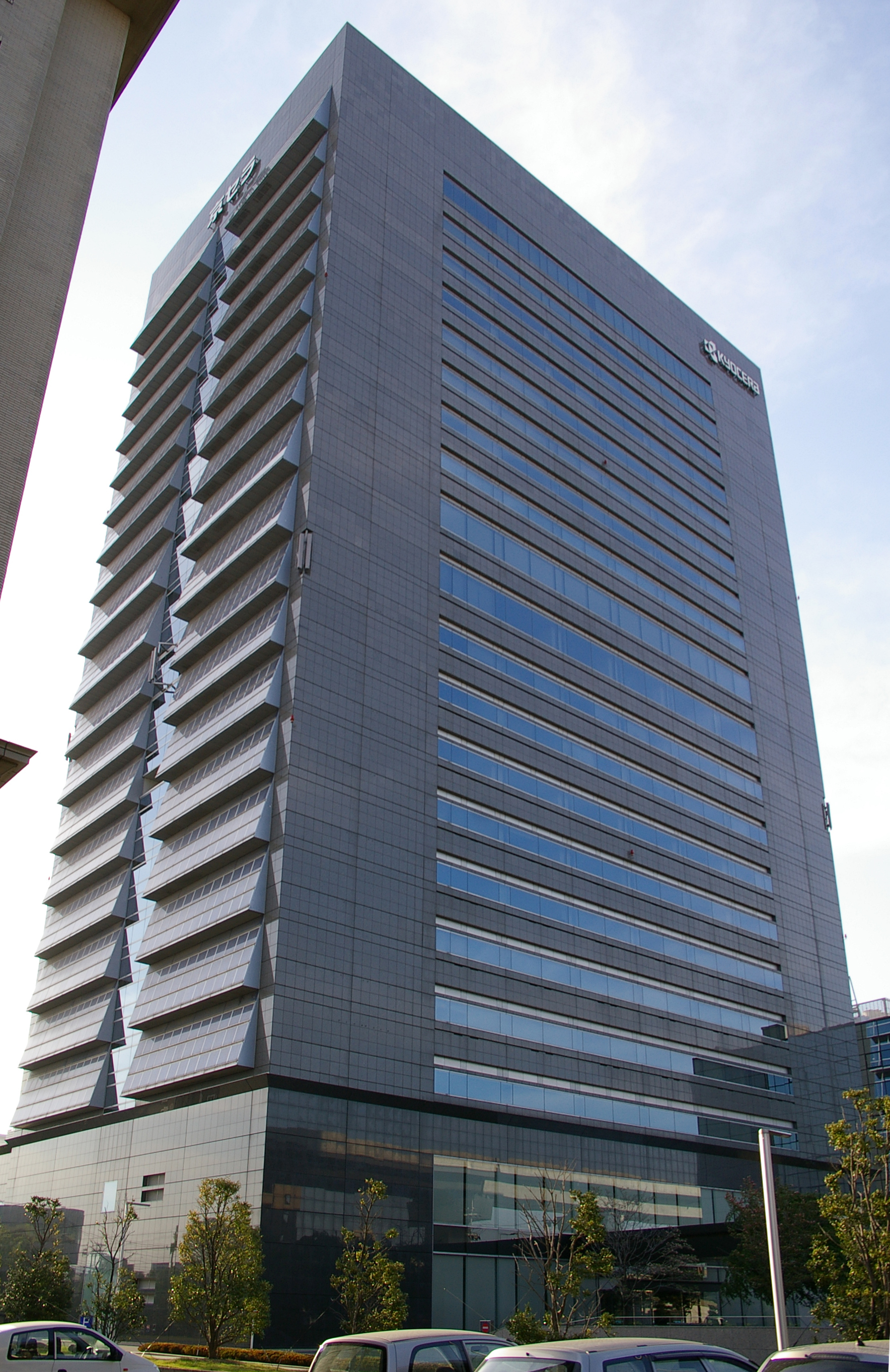
Trụ sở hãng Kyocera tại Fushimi-ku, Kyoto, Nhật Bản

Công ty cổ phần Kyocera  (kanji: 京セラ株式会社, rōmaji: Kyōsera Kabushiki-gaisha) do ông Kazuo Inamori thành lập năm 1959 tại thành phố Kyoto, Nhật Bản với tên gọi ban đầu là Công ty trách nhiệm hữu hạn gốm Kyoto. Kyocera chủ yếu sản xuất các sản phẩm gốm kỹ thuật, thiết bị in và thiết bị ngành ảnh. Năm 1983 công ty mua lại nhà sản xuất máy ảnh danh tiếng là Công ty Yashica cùng hợp đồng độc quyền của Yashica với hãng thiết bị quang học Carl Zeiss lừng danh của Đức, rồi bắt đầu sản xuất ra nhiều dòng máy ảnh chụp phim, máy ảnh kỹ thuật số chất lượng tốt mang các nhãn hiệu Contax và chính nhãn Yashica. Năm 2005 hãng Kyocera quyết định ngưng sản xuất toàn bộ các dòng máy ảnh mang hai nhãn hiệu này do chúng thiếu chi phí tiếp thị và phát triển sản phẩm và cũng do sự cạnh tranh khốc liệt trong ngành này.
Tháng 1 năm 2000, hãng mua lại Công ty công nghiệp Mita, một nhà sản xuất máy photocopy làm thành một công ty con là Kyocera Mita có trụ sở tại Osaka. Một tháng sau đó hãng tiếp tục mua lại nhánh sản xuất điện thoại di động từ hãng Qualcomm của Hoa Kỳ lập thành Công ty thiết bị không dây Kyocera.

## Lịch sử
Trong thập niên 1980 hãng chú trọng kinh doanh các thiết bị âm thanh như máy CD, máy cassette. Năm 1985 hãng đưa ra sản phẩm máy tính bỏ túi màn hình LCD Kyotronic 85. Bên cạnh đó hãng cũng sản xuất nhiều sản phẩm gốm.
Năm 2003 bộ phận không dây của hãng, công ty thiết bị không dây Kyocera, mở một chi nhánh tại Bangalore, Ấn Độ lấy tên Công ty không dây Kyocera Ấn Độ (KWI). Công ty này liên kết với một số hãng dịch vụ điện thoại di động lớn để cung cấp dịch vụ CDMA tại Ấn Độ.
Ngày 1 tháng 4 năm 2008, hãng Kyocera thông báo đã hoàn tất việc mua lại nhánh sản xuất điện thoại di động của Công ty thiết bị điện Sanyo.

## Sản phẩm của hãng Kyocera

### Pin mặt trời
Hãng đặt kế hoạch tăng sản lượng pin mặt trời lên 500 MW hàng năm từ 2010, nghĩa là gần gấp ba sản lượng năm 2007 là 180 MW. Để đạt mục tiêu trên, hãng sẽ triển khai sản xuất tại Nhật Bản, Hoa Kỳ, châu Âu, Trung Quốc đồng thời đầu tư 30 tỉ Yên trong tài khóa 2010. Hãng cho rằng việc tăng sản lượng là để đáp ứng nhu cầu dùng pin mặt trời ngày càng tăng trên thế giới.
Tấm pin mặt trời của Kyocera có thể xuất hiện trong dòng xe Toyota Prius thế hệ mới 

### Điện thoại vệ tinh
Trước đây hãng có sản xuất điện thoại vệ tinh cho Công ty vệ tinh Iridium.

### Máy in, Máy đa chức năng "MFPs" (in, sao, scan, fax)
Công ty con Kyocera Mita sản xuất nhiều loại sản phẩm từ máy in, máy đa năng MFPs cho đến mực máy in bán khắp thế giới.

## Tài trợ bóng đá
Hãng hiện đang là nhà tài trợ in trên áo của các đội bóng đá sau đây:
- Kyoto Purple Sanga chơi tại giải chuyên nghiệp Nhật Bản J-League.
- Borussia Moenchengladbach chơi tại giải chuyên nghiệp Đức Bundesliga.
- Atlético Paranaense chơi tại giải chuyên nghiệp Brazil Brazilian Serie A.

Hãng còn tài trợ cho đội bóng đá Brazil Paranaense và sân vận động của đội này được mang tên Kyocera Arena. Ngoài ra biểu tượng của hãng in trên lưng áo thi đấu của đội bóng Atlético Madrid.